# Tobrilus longicauda
Tobrilus longicauda is een rondwormensoort uit de familie van de Tobrilidae. De wetenschappelijke naam van de soort is voor het eerst geldig gepubliceerd in 1876 door Linstow.